# 東串良站

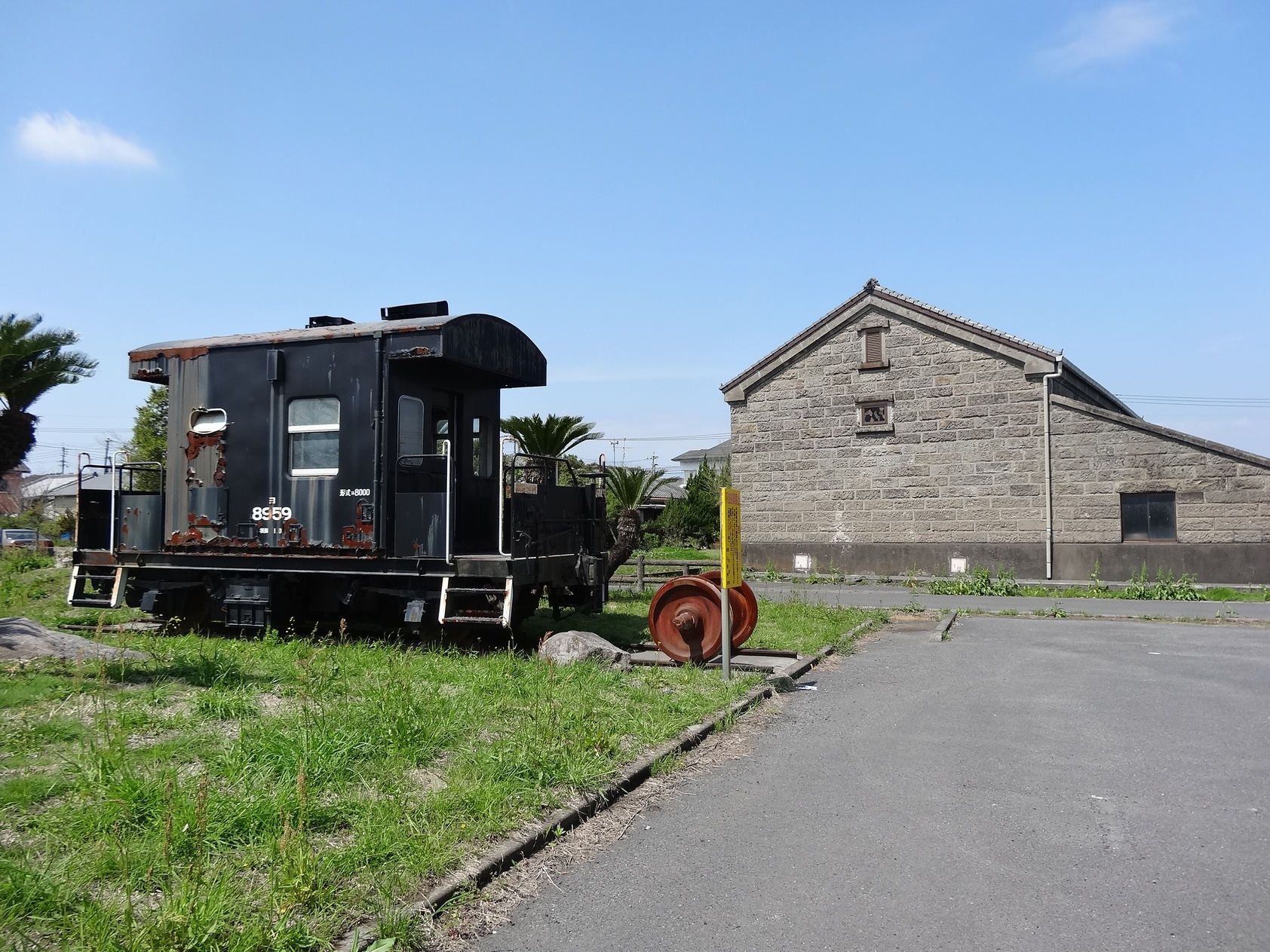
在2013年的車站（Yo8959停泊在此站）

東串良站（日语：／ Higashi-Kushira eki */?）是位於鹿兒島縣肝屬郡東串良町池之原，日本國有鐵道（國鐵）的大隅線車站（廢站）。此站是東串良町的中心車站。

## 歷史
- 1935年（昭和10年）10月28日 - 古江東線車站啟用。
- 1938年（昭和13年）10月10日 - 路線名稱改為古江線。
- 1972年（昭和47年）9月9日 - 路線名稱改為大隅線[2]。
- 1978年（昭和53年）10月2日 - 除了專用線外的貨物業務均終止。
- 1979年（昭和54年）1月20日 - 專用線的貨物業務終止。
- 1985年（昭和60年）3月14日 - 交換設備廢止，成為無人車站。
- 1987年（昭和62年）3月14日 - 大隅線全線廢止，此站也廢止[2]。

## 廢止時的車站構造
此站是地面車站，設有1面1線的島式月台（只使用一面）和數條側線。在無人化前，此站設有1面2線的島式月台，當時可進行列車交會。

## 車站周邊
- 東串良町立池之原小學

## 相鄰車站
日本國有鐵道
大隅線
三文字－東串良－串良

## 注腳
1. 1 2 3 4  . JTB出版. : 333 （日语）.
2. 1 2  . 鐵道雜誌（日语：鉄道ジャーナル） (鐵道雜誌社). 1987-06, 21 (7): 96–98 （日语）.